# Piaggio Vespa GTS Super
La Vespa GTS 300 Super è un modello di scooter prodotto in Italia dalla Piaggio a Pontedera.

## Descrizione
La GTS 300 è, nella storia della Vespa, il 145° modello realizzato in serie dalla casa di Pontedera ed ha debuttato nel 2008.
È caratterizzata dalla motorizzazione da 300 cm³ e altri particolari come le feritoie sul lato (in richiamo alle Vespe "GS" del passato), l'ammortizzatore di colore rosso, la strumentazione allo sterzo di carattere analogico, la sella nera con bordo bianco sempre in richiamo con le Vespe del passato, il faro anteriore in cui è presente un inserto di color nero, cerchi bicolore.
La Vespa GTS Super ha vinto 4 volte consecutivamente il titolo Moto dell'Anno nella categoria scooter, dal 2009 al 2012.
Nel 2014 la Vespa GTS Super subisce delle modifiche estetiche ovvero cambia l'estetica della sella, vengono introdotte degli indicatori di direzione anteriori nei quali sono inseriti dei LED che fungono da luci di posizione diurne, quadro strumenti con illuminazione rossa digitale e analogico, nuova sospensione anteriore, impianto frenante con ABS a due canali, controllo di trazione ASR e il nuovo sistema VMP per collegare lo smartphone allo scooter. 
Di serie il controllo di trazione ASR che sfrutta l'elettronica e i sensori dell'ABS. Novità anche a livello sospensioni: viene ridisegnato il monobraccio anteriore per ridurre gli attriti di scorrimento e migliorare il comfort di marcia.
Nel 2017 viene omologata la versione Euro 4 ed il monobraccio anteriore torna alla configurazione che aveva prima della modifica del 2015.

## Tecnica

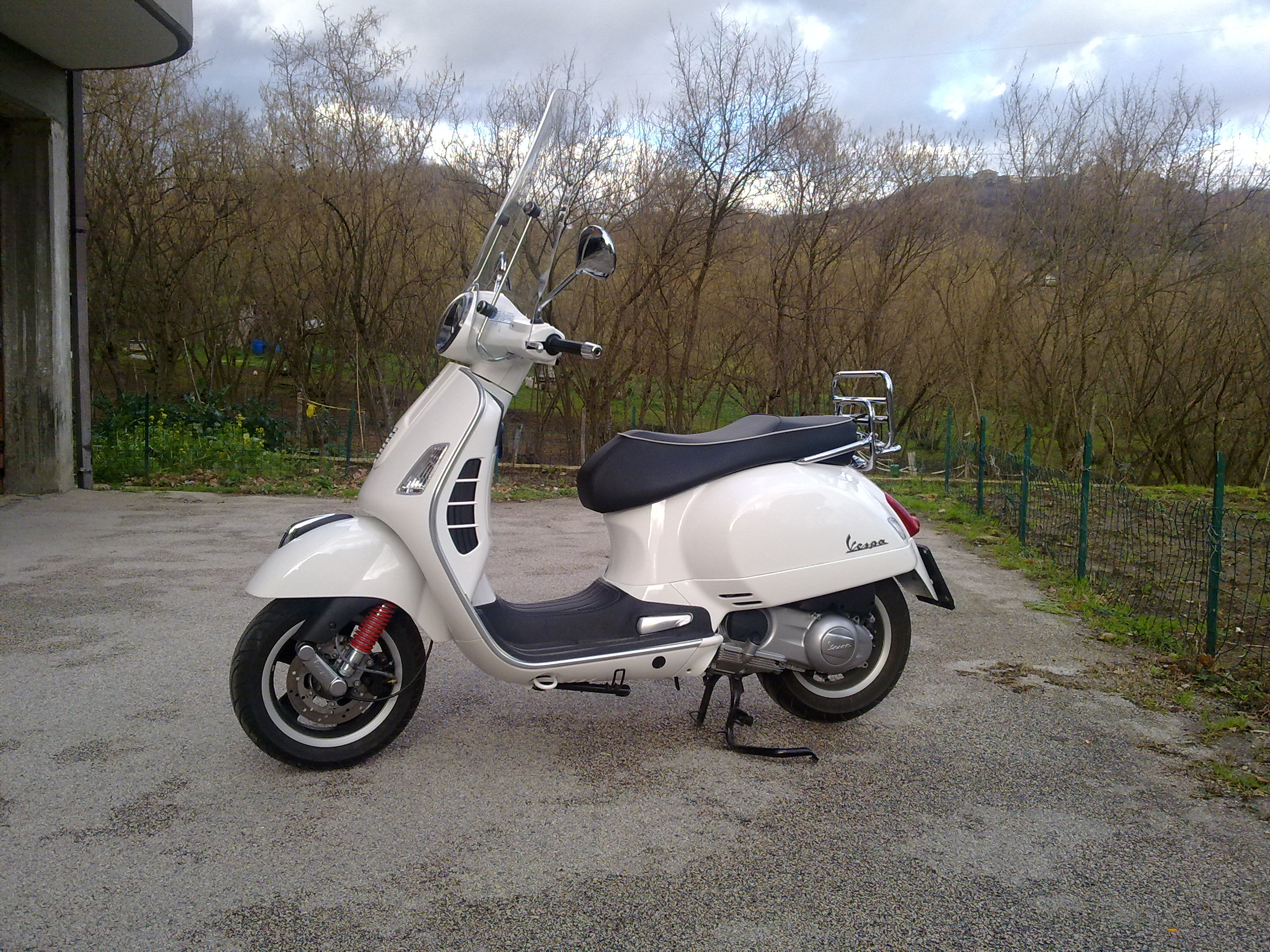
Vespa GTS 300

Derivata dalla sorella GTS 250 dalla quale eredita il telaio, la GTS 300 Super adotta il motore Piaggio 278 cm³. Il telaio è a scocca portante, realizzato in acciaio.

## Estetica
Il veicolo richiama le Vespe GS del passato, con le feritoie laterali che fanno la loro apparizione per la prima volta dalla Vespa ET del 1996 con cambio CVT.
Le ribaltine, sia anteriore che posteriore disponibile come optional.

## Varianti
Piaggio nel corso dell'anno 2009 ha reso disponibile il modello anche nella cilindrata 125 cm³ ad iniezione elettronica e al salone del motociclo di Milano ha presentato la versione speciale denominata GTS SuperSport. Sostanzialmente in linea con la GTS Super ma con dei particolari ancora più sportivi, quali alcune decalcomanie arrecanti la scritta super, i loghi specifici, il colore grigio titanio e la nuova sella con termosaldature. Nel 2010, invece, è stata introdotta la versione SuperSport 125 che ha portato al debutto la colorazione Nero Abisso con finiture opache.